# RQ-14 Dragon Eye
RQ-14 Dragon Eye – amerykański bezzałogowy statek powietrzny przeznaczony do prowadzenia rozpoznania.

## Historia

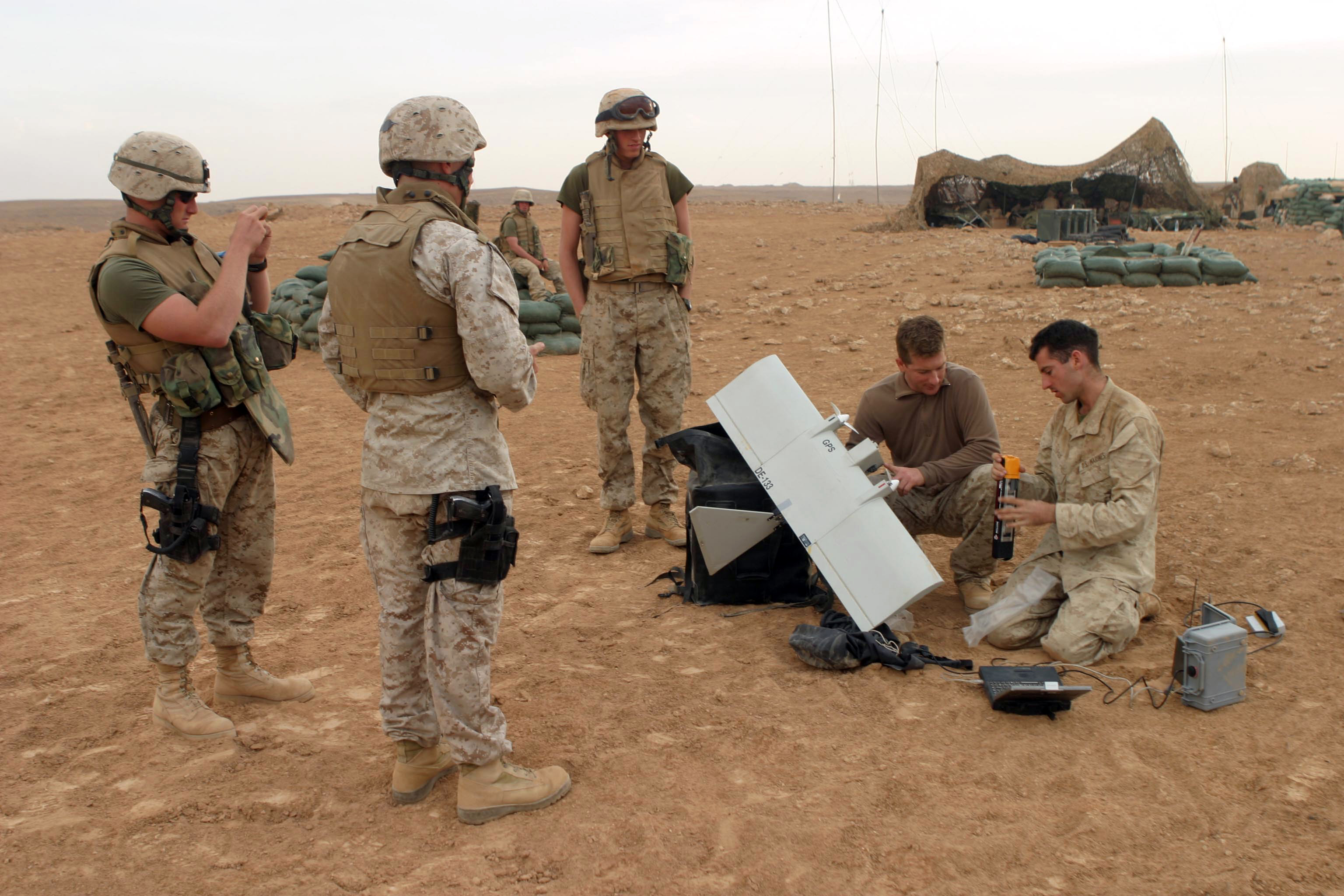
Przygotowanie RQ-14 Dragon Eye do startu

United States Marine Corps zlecił w 2001 r. Naval Research Laboratory i Marine Corps Warfighting Laboratory opracowanie projektu małego, przenośnego bezzałogowego statku powietrznego przeznaczonego do prowadzenia taktycznego rozpoznania i przekazywania obrazu wideo do naziemnego stanowiska kontroli lotu w czasie rzeczywistym. W czerwcu 2001 r. przystąpiono do testów prototypów. Badania wypadły pomyślnie i w lipcu BAI Aerosystems i AeroVironment otrzymały kontrakty na budowę serii przedprodukcyjnej. Jakość wykonania oraz wprowadzone przez producentów udoskonalenia miały wpłynąć na wybór docelowego producenta.
Dostawy RQ-14 do jednostek USMC rozpoczęto w połowie 2002 r. Pierwsze użycie bojowe miało miejsce w 2003 r. podczas II wojny w Zatoce Perskiej. Dron został oceniony pozytywnie, choć użytkownicy zwrócili uwagę na brak zooma kamery światła widzialnego oraz brak kamery pracującej w zakresie podczerwieni.
W listopadzie 2003 r. kontrakt na budowę RQ-14 dla USMC przyznano firmie AeroVironment. Obejmował on budowę 467 systemów Dragon Eye, każdy z trzema UAV. Egzemplarze tej wersji podstawowej otrzymały oznaczenie RQ-14A Dragon Eye. W kolejnych latach opracowano rozwinięcie tej konstrukcji, które wykorzystywało rozwiązania stosowane w równolegle produkowanych dronach FQM-151 Pointer czy RQ-11 Raven. Ta wersja otrzymała oznaczenie RQ-14B Swift. Zamontowano w nim pojemniejsze baterie, co pozwoliło wydłużyć maksymalny czas lotu z 60 do 80 minut. Wiadomo o sześciu zestawach RQ-14B dostarczonych USMC.
RQ-14 Dragon Eye został zastąpiony w służbie przez RQ-11 Raven B.

## Konstrukcja
Dron jest zbudowany w układzie dwusilnikowego bezogonowego górnopłatu. Dla potrzeb transportu daje się rozłożyć na pięć części: kadłub, ogon, nos i dwa elementy skrzydeł. Może przenosić wyposażenie złożone z kamery pracującej w paśmie światła widzialnego, światła szczątkowego lub podczerwieni. Start odbywa się z wykorzystaniem pneumatycznej katapulty, lądowanie z przyziemieniem na wzmocnionej dolnej powierzchni kadłuba. W sytuacji awaryjnej ląduje z wykorzystaniem spadochronu. Dla minimalizacji ryzyka uszkodzenia konstrukcji płatowiec może ulec podzieleniu na pięć części. Dwuosobowy zespół potrzebuje ok. 10 minut na przygotowanie RQ-14 do startu. Dron wykonuje lot po zaprogramowanej trasie, którą można przeprogramować w locie. Operator dysponuje stacją kontroli lotu, która jest zbudowana na bazie komputera przenośnego Panasonic Toughbook 34 z systemem operacyjnym Windows 2000.